# 奥兰政党列表
奧蘭实行多黨制，一般情况下沒有任何單一政黨能夠獨自在奥兰议会中取得过半数席位，必須與其他政黨組成聯合政府。

## 在奥兰議會擁有席位的政黨
| 黨名 | 黨名           | 政治光譜 | 意識形態                     | 奧蘭議會 （2019年） | 備註 |
| ---- | -------------- | -------- | ---------------------------- | ------------------- | ---- |
|      | 奥兰中间党     | 中間派   | 文化保守主義、社會自由主義   | 9                   |      |
|      | 奥兰自由主义者 | 中間派   | 自由主義、社會自由主義       | 6                   |      |
|      | 奥兰温和联盟   | 中間偏右 | 自由保守主義                 | 4                   |      |
|      | 不结盟联盟     | 中間偏右 | 保守主義                     | 4                   |      |
|      | 奧蘭社會民主黨 | 中間偏左 | 社會民主主義                 | 3                   |      |
|      | 可持续倡议     |          | 綠色政治                     | 2                   |      |
|      | 奧蘭未來       | 中間偏右 | 奧蘭獨立、中間主義、自由主義 | 1                   |      |
|      | 奥兰民主       | 中間偏右 | 右翼、民族保守主義           | 1                   |      |

## 歷史上的政黨
- 奧蘭左翼（Åländsk Vänster）：曾在1979年和1983年参加奥兰议会选举，但并未赢得席位。
- 奧蘭綠黨（Gröna på Åland）：曾在1987年選舉獲得2席。
- 奧蘭進步黨團（Ålands Framstegsgrupp）：1999年和2003年参加了奥兰议会选举并在議會擁有1席。
- 臨時黨團（Hutgruppen）：曾在2007年参加奥兰议会选举，但并未赢得席位。